# Lewistown Heights (Montana)
Lewistown Heights é uma Região censo-designada localizada no estado americano de Montana.

## Demografia
Segundo o censo americano de 2000, a sua população era de 365 habitantes.
De acordo com o censo levado a Cabo em 2010, a sua população era de 407  habitantes.

## Geografia
De acordo com o United States Census Bureau tem uma área de
6,1 km², dos quais 6,1 km² cobertos por terra e 0,0 km² cobertos por água.

## Localidades na vizinhança
O diagrama seguinte representa as localidades num raio de 52 km ao redor de Lewistown Heights.